# Yo no estoy en condiciones
«Yo no estoy en condiciones» es una canción de Jorge González lanzada como sencillo de su disco Libro (2013).

## Vídeo
El videoclip empieza con Jorge González tumbado en el suelo de su casa. Al reaccionar permanece uno instantes desorientado y luego se dirige a afeitarse, permaneciendo el resto del video en distintas ocupaciones, como dibujando. El video fue dirigido por Maximiliano Mellado Marambio-Abele, según los créditos.
- Datos: Q21499749

 no